# Bronslotus
Bronslotus (Nymphaea pubescens) är en art i familjen näckrosväxter som förekommer i tropiska Asien och norra Australien. I tropiska Afrika och sydvästra Asien ersätts arten av den snarlika arten egyptisk vitlotus (N. lotus). Den rödblommande formen, som förekommer i Indien och södra Kina, erkänns ibland som en egen art, röd lotus (N. rubra). Arten odlas ibland som akvarieväxter i Sverige.
Bronslotus är en flerårig, vattenlevande ört. Bladen blir 15-25 (-50) cm och är äggrunda till rundade med tandade kanter och tätt ludna undersidor. De är gröna, ibland med bruna fläckar på ovansidan. Blommorna hålls ovanför vattenytan, de är öppna på natten, starkt doftande och de blir (2-) 5-8 (-15) cm i diameter. Kronbladen är 12-14 (-30) stycken, vita, mer sällan rosa eller röda.
Egyptisk vitlotus (N. lotus) skiljs från bronslotus genom att den saknar hår på bladundersidorna.

## Synonymer
För vetenskapliga synonymer, se Wikispecies.